# Instituto Max Planck de Matemática

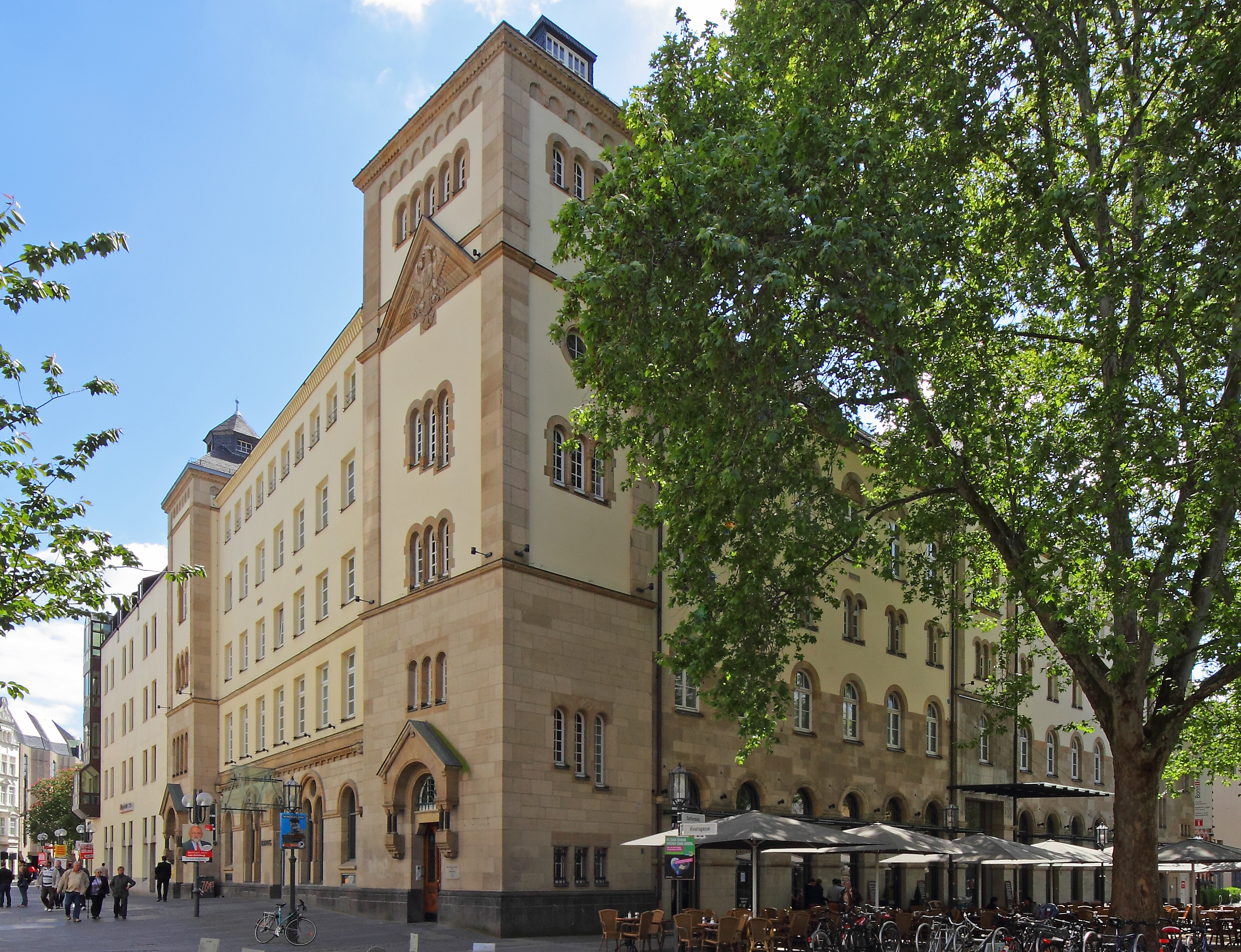
Instituto Max Planck de Matemática

O Instituto Max Planck de Matemática é um instituto de pesquisa localizado em Bonn, Alemanha. Faz parte da Sociedade Max Planck, sendo o único de seus 84 institutos de pesquisa dedicado à matemática pura.
O Instituto foi fundado em 1980 por Friedrich Hirzebruch, que o dirigiu até sua aposentadoria em 1995. Atualmente, é presidido por um conselho de quatro diretores: Hans Werner Ballmann, Gerd Faltings, Peter Teichner e Don Zagier. Günter Harder e Yuri Manin são diretores eméritos.